# Planète Juniors
Planète Juniors fue un  canal de televisión francesa infantil fue creando de la fusión entre Ma Planète y Eureka!. La cadena se detiene el 22 de marzo de 2009 a la medianoche después de un año y medio de existencia.
El 25 de febrero de 2009 se anuncia el cese de emisiones para el 22 de marzo de 2009.